# Coronda
Coronda è una cittadina argentina della provincia di Santa Fe. È il capoluogo del dipartimento di San Jerónimo della suddetta provincia.

## Geografia
La città sorge sulla sponda destra del Río Coronda, un ramo del Salado del Norte, che confluisce più a valle nel Paraná. Coronda è situata 47 km a sud dal capoluogo provinciale Santa Fe e a 122 km a nord di Rosario.
Sulla sponda opposta del Paraná sorge la cittadina entrerriana di Diamante.

## Etimologia
Il toponimo trae le sue origini da una delle popolazioni che abitava l'area dell'odierna città prima dell'arrivo degli spagnoli.

## Storia
Coronda, al contrario di altre città della zona, non ha nessuna data di fondazione ufficiale. Il primo colono spagnolo che s'insediò nell'area, Melchor Martínez, ottenne la possessione legale delle terre il 28 marzo 1664. Tuttavia è nel secolo successivo che iniziò a sorgere spontaneamente un piccolo insediamento. Nel 1746 il cabildo di Santa Fe ordinò la costruzione di un forte per proteggere la località dagli attacchi delle popolazioni indigene. Tre anni dopo fu eretta una prima chiesa che rimpiazzo il piccolo oratorio preesistente.
Nella seconda metà del XIX secolo con l'arrivo della ferrovia e lo sviluppo dei trasporti fluviali la città visse un'importante fase di crescita economica, favorita ulteriormente dall'arrivo di centinaia di famiglie di immigrati.

## Monumenti e luoghi d'interesse
- Chiesa di San Geronimo, costruita nel 1837 per volontà del locale caudillo Estanislao López[2] e progettata dall'architetto italiano Carlo Zucchi[3].
- Palazzo Municipale

## Cultura

### Istruzione

#### Musei
- Museo Coronda

## Economia
Nel 1919 alcuni agricoltori di Coronda iniziarono ad impiantare le prime colture fragole. Nei decenni successivi la coltivazione di questo frutto si è espansa a tal punto che non solo è diventata una delle principali voci dell'economia cittadina, ma anche un elemento iconico della cultura locale.

## Infrastrutture e trasporti
Il centro di Coronda è attraversato dalla strada nazionale 11 ed inoltre raggiungibile anche grazie al proprio svincolo sull'autostrada Rosario-Santa Fe.